# M10 motorway
Der M10 motorway (englisch für ‚Autobahn M10‘) war eine 4,5 Kilometer lange Autobahn im Süden von St Albans, England. Er wurde 1959 eröffnet und verband den M1 motorway mit der A 414. Da er keine weiteren Anschlussstellen hatte, war er somit eigentlich lediglich ein Zubringer.
Der M10 motorway wurde als Teil einer Umgehungsstraße – zusammen mit den Anschlussstellen 5–10a der M 1 – geplant und gebaut mit dem Ziel, den auf die M 1 laufenden Verkehr auf die A 5 (heute A 5183) und über die North Orbital Road und der A 6, die Barnet-Umfahrung (A 1, obgleich die Hauptstrecke von der A 1 zur M 1 über die A 41 Watford-Umgehung nach Berrygrove war) zu verteilen. Dies geschah, weil die Kapazität der Kategorie „A“-Straßen geringer war als die der Autobahnen und weil der Verkehr dafür aufgesplittet werden konnte, um große Stauungen an den jeweiligen Enden zu vermeiden, was die Autobahnen nutzlos gemacht hätte.
Mit der Erweiterung der M 1 zwischen der M 25 und Luton wurde die M 10 im Mai 2009 zur A 414 road heruntergestuft.